# 強重力透鏡
強重力透鏡效應(Strong gravitational lensing)是一種重力透鏡效應，其強度足以產生多個圖像，弧甚至愛因斯坦環。通常，強重力透鏡效應要求投影透鏡的質量密度大於臨界密度，也就是{\displaystyle \Sigma _{cr}\,}。對於點狀背景源，將有多張圖像；对于有一定尺度的背景发射源，可能會有弧或环出现。在拓撲上，多重圖像的產生由奇數定理控制。
愛因斯坦的廣義相對論預測了强引力透镜效应，并在1979年由丹尼斯·沃爾什，鮑勃·卡斯韋爾和雷·韋曼實際觀測到。他們確定孿生類星體Q0957 + 561A包含同一對象的兩個圖像。